# Trigonotylus caelestialium
Trigonotylus caelestialium is een wants uit de familie van de blindwantsen (Miridae). De soort werd het eerst wetenschappelijk beschreven door George Willis Kirkaldy in 1902.

## Uiterlijk
De slanke groene wants is langvleugelig en kan 4,5 tot 7,5 mm lang worden. Net als de andere wantsen uit het geslacht Trigonotylus heeft de soort een duidelijk donkergekleurde lengtegroef tussen de ogen en een wigvormige kop. Over de kop, de ogen en verder over het halsschild en scutellum lopen donkergroene strepen. Over het halsschild en schildje (scutellum) loopt bovendien een lichte middenlijn. De antennes zijn opvallend rood met op het eerste segment duidelijk afstekende witte lengtestrepen. Trigonotylus caelestialium lijkt daarmee op Trigonotylus ruficornis; die heeft echter minder duidelijke of ontbrekende witte lengtestrepen op het eerste antennesegment. De pootjes zijn groen.

## Leefwijze
De soort leeft in Nederland op grassoorten zoals Engels raaigras (Lolium perenne), rood zwenkgras (Festuca rubra) en buntgras (Corynephorus canescens). De eitjes worden gelegd in rijtjes in de grashalmen en komen na de winter uit. De volwassen wantsen van de eerste generatie kunnen vanaf april worden waargenomen, een tweede generatie is van juni tot in oktober actief. De wants kan schadelijk zijn voor de rijstteelt, vandaar de naam.

## Leefgebied
De soort is bij ons sinds 1980 in aantal toegenomen en komt algemeen in Nederland voor op grassen, in wegbermen, weilanden en hooilanden. Het verspreidingsgebied is Holarctisch, van Europa, tot in Azië, en Noord-Amerika, de Azoren, en Pakistan.

## Afbeeldingen

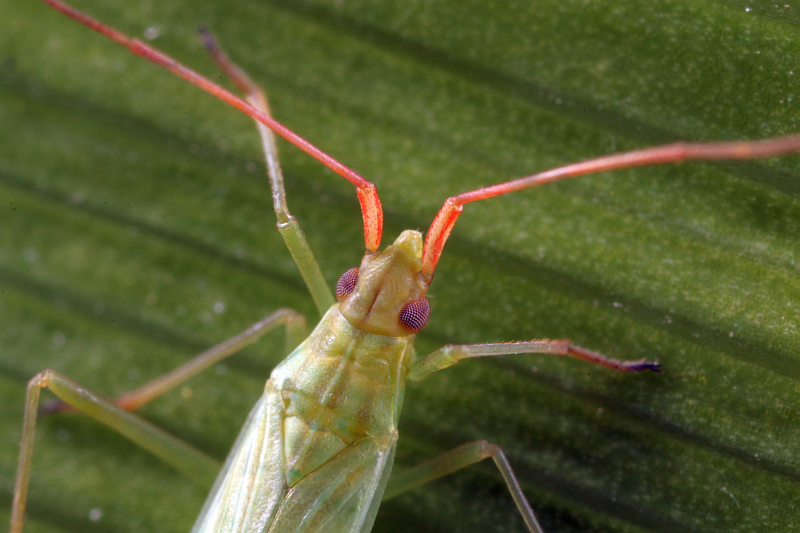
detail antennes
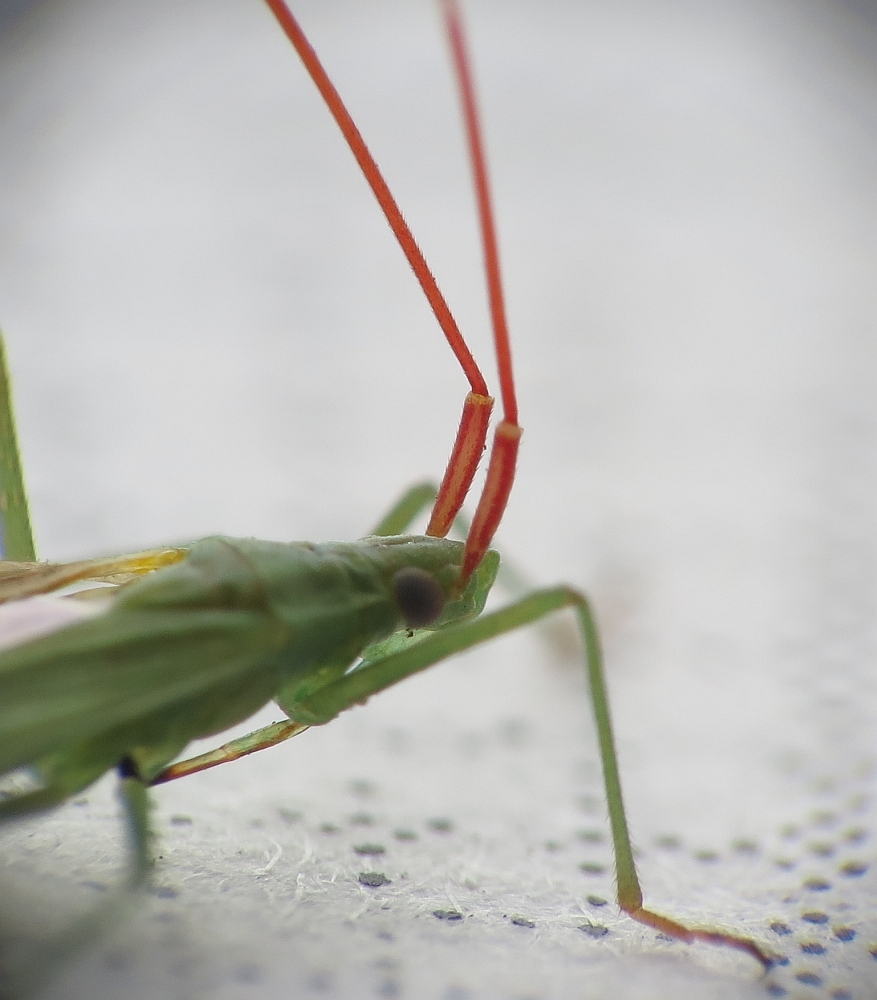
detail antennes, zijaanzicht
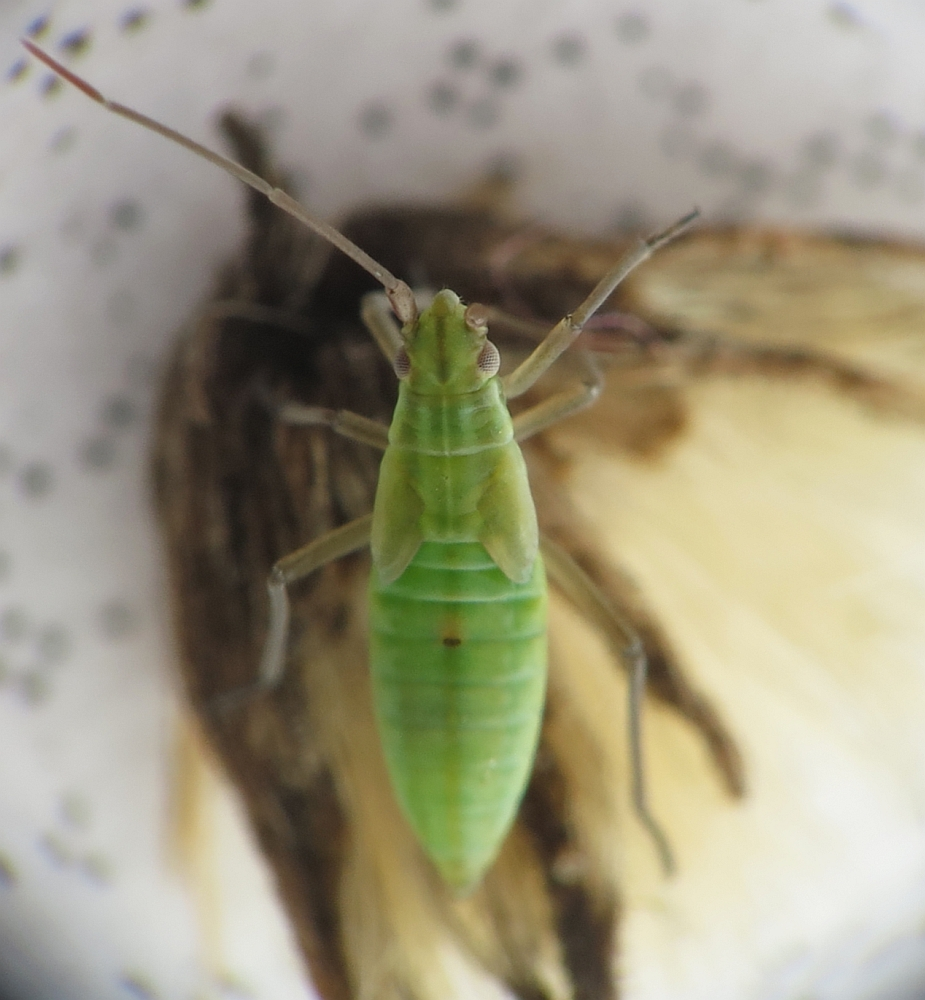
nimf